# Fokker F70
Il Fokker F70  è un aereo di linea regionale costruito dalla ditta olandese Fokker.

## Storia del progetto
La Fokker iniziò a sviluppare il progetto del Fokker F70 nel novembre 1992 come sostituto del vecchio Fokker F28. Il primo volo del prototipo avvenne il 4 aprile 1993 e il Fokker F70 debuttò ufficialmente nel luglio 1994. La certificazione da parte della autorità olandesi avvenne il 14 ottobre 1994 e la prima consegna di un Fokker F70 a un cliente, la Ford (in configurazione "Executive Jet") avvenne nello stesso mese. L'ultimo Fokker F70 venne consegnato nell'aprile 1997, quando la produzione si interruppe a causa della bancarotta della Fokker. Anche se la produzione ufficiale del Fokker F70 è terminata, la ditta Rekkof propose, nel 1999, un rilancio del Fokker F100 e dello stesso Fokker F70. Nonostante la buona volontà, nulla è stato realizzato.

## Utilizzatori
Al dicembre 2022, dei 47 esemplari consegnati, 33 sono operativi. Il Fokker F70 non è più in produzione, tutti i velivoli ordinati sono stati consegnati.

### Civili
Gli utilizzatori sono:
- Alliance Airlines (14 esemplari)
- Air Niugini (6 esemplari)
- Fly All Ways (3 esemplari)
- JetAir Caribbean (2 esemplari)
- Wayraperú (2 esemplari)
- I-Fly Air (1 esemplare)
- Salaam Air Express (1 esemplare)
- Premier Airlines (1 esemplare)

### Governativi e militari
Gli utilizzatori sono:
- Myanmar Air Force (2 esemplari)
- Kenya Air Force (1 esemplare)